# Schismatoclada rubra
Schismatoclada rubra là một loài thực vật có hoa trong họ Thiến thảo. Loài này được Homolle miêu tả khoa học đầu tiên năm 1939.